# Atomic (filmzene)
Az Atomic a Mogwai negyedik filmzenei albuma, amelyet 2016. április 1-jén adott ki a Rock Action Records.
A lemez Mark Cousins Atomic, Living in Dread and Promise dokumentumfilmjéhez készült. Minden dalát bombákról, vagy atomháborúval kapcsolatos fogalmakról, helyszínekről nevezték el. Ez az első Mogwai-album, amelyen nem szerepel John Cummings, aki 2015-ben kilépett a zenekarból.

## Számlista
Az összes dal szerzője a Mogwai. 
| 1.    | Ether                 | 5:10 |
| 2.    | Scram                 | 5:41 |
| 3.    | Bitterness Centrifuge | 4:51 |
| 4.    | U-235                 | 4:33 |
| 5.    | Pripyat               | 4:19 |
| 6.    | Weak Force            | 5:08 |
| 7.    | Little Boy            | 3:51 |
| 8.    | Are You a Dancer?     | 3:53 |
| 9.    | Tzar                  | 5:13 |
| 10.   | Fat Man               | 5:58 |
| 48:37 |                       |      |

## Fogadtatás
Az album nagyrészt pozitív értékeléseket kapott, például a Metacriticen 77 pontot a 100-ból.
A PopMatters kritikusa, Morgan Evans a következőket írta: „Izgalmas hallani, hogy a Mogwai összeszedettebb, mint valaha; a konzervatív hangulat szelíd mormogással egészül ki. Amíg a Visszajárók filmzenéjén végzett munkájuk másvilági, az Atomic, a Mark Cousins által rendezett Atomic: Living in Dread and Promise film dalainak átdolgozásából készült lemez megmutatja, hogyan éljünk együtt a bombákkal. Ha türelmetlen vagy, rettegéssel fogsz azon gondolkodni, hogy némely szám fejlődik-e valamerre, de a legtöbb hallgató teljes mértékben annak ígéretét, hogy a legbaljóslatúbb dalok is lehetnek jók.”
Dusty Henry, a Consequence of Sound szerzője szerint „az Atomic azért sikeres, mert a Mogwai hajlandó kísérletezni. Ezért értek el sikereket ebben az alműfajban. A náluk hatalmasabb téma feldolgozásához fel tudták adni identitásukat, hogy egy ilyen tragédiát elmesélhessenek”.
Az Exclaim!-nek író Matthew Richie véleménye, hogy „Az Atomic tökéletesen bemutatja a zenekar eddigi fejlődését, választékos stílusát (a húralapú Are You a Dancer? vagy az erősen kürtre építő Ether albumnyitó dal), vagy másképp mondva kétség kívül ez a Mogwai legkövetkezetesebb albuma oda-vissza az elmúlt húsz évük során”.

## Közreműködők

### Mogwai
- Stuart Braithwaite
- Dominic Aitchison
- Martin Bulloch
- Barry Burns

### Más zenészek
- Luke Sutherland – hegedű
- Robert Newth – francia kürt
- Robin Proper-Sheppard – gitár

### Gyártás
- Tony Doogan – producer, felvétel, keverés
- Frank Arkwright – maszterelés

## Helyezések
| Lista (2016)                               | Helyezés |
| ------------------------------------------ | -------- |
| Belgium (Ultratop Flandria)                | 28       |
| Belgium (Ultratop Vallónia)                | 44       |
| Franciaország (SNEP Album Top 100)         | 77       |
| Németország (Media Control Top 100 Album)  | 55       |
| Svájc (Schweizer Hitparade Top 100 Albums) | 38       |
| Egyesült Királyság (UK Albums Chart)       | 20       |

## Fordítás
Ez a szócikk részben vagy egészben  az   Atomic című angol Wikipédia-szócikk ezen változatának fordításán alapul.  Az eredeti cikk szerkesztőit annak laptörténete sorolja fel. Ez a jelzés csupán a megfogalmazás eredetét és a szerzői jogokat jelzi, nem szolgál a cikkben szereplő információk forrásmegjelöléseként.